# Kodeks 0308
Kodeks 0308 (Gregory-Aland) – grecki kodeks uncjalny Nowego Testamentu z tekstem Apokalipsy św. Jana. Skatalogowany został jako Papirus Oxyrhynchus 4500 i jest teraz częścią zbioru Ashmolean Museum (P. Oxy. 4500) w Oksfordzie. Tekst rękopisu został opublikowany w 1999 roku, pod względem tekstualnym jest pokrewny dla Kodeksu Synajskiego.

## Opis
Rękopis zachował się we fragmentarycznym stanie – przetrwała tylko część jednej pergaminowej karty. Zawiera dwa niewielkie fragmenty 11 rozdziału Apokalipsy świętego Jana (wiersze 15-16 i 17-18). Zachowany fragment kodeksu 0308 ma wymiary 5,9 cm na 4,8 cm. Oryginalne rozmiary kart wynosiły 8 na 8 cm (według rekonstrukcji). Tekst pisany był jedną kolumną na stronę i w 14 linijkach na stronę (zachowało się 11 linijek).
Stosuje skróty dla nomina sacra. Κυριος (Pan) zapisywane jest w formie ΚΣ, Χριστος (Chrystus) zapisywane jest w formie ΧΡΣ. Liczba „dwadzieścia cztery” również jest zapisywana skrótem – ΚΔ. Ponadto na uszkodzonej części karty najprawdopodobniej znajdował się również skrót dla Θεος (Bóg) – ΘΣ.
Litery mają nieregularny kształt, co oznacza, że rękopis nie został sporządzony przez zawodowego skrybę. Atrament przebija pergamin na drugą stronę. Litery Ε (epsilon) oraz Θ (theta) mają wydłużoną środkową kreskę. Cecha ta nie jest jeszcze obecna w Kodeksie Watykańskim, występuje już w Kodeksie Waszyngtońskim, jest charakterystyczna dla środowiska koptyjskiego. Pod względem paleograficznym kodeks może być datowany od połowy III wieku do końca IV wieku. Paleografowie datują go na koniec IV wieku. Oficjalna data podawana przez INTF to IV wiek.

## Tekst
| 0308 recto               | Przekład                   |
| το η βασιλεια του κος    | Królestwo nad światem      |
| μου του ΚΥ ημων και      | przypadło Panu naszemu     |
| του ΧΡΥ αυτου και βασι   | i Jego Chrystusowi, i      |
| λευσει εις τους αιω      | będzie królował na         |
| νας των αιωνων           | wieki wieków               |
| και οι ΚΔ πρεσβυτεροι οι | A 24 starszych             |
| ενωπιον του Θεου κα      | zasiadających przed Bogiem |
| θημενοι επι τους θρο     | na tronach                 |
| νους αυτων επεσαν        | swoich upadli              |
| επι τα προσωπα αυτ       | na swoje twarze            |
| ων και προσεκυνησαν      | i oddali pokłon            |
| τω θεω λεγοντες ευχα     | Bogu, mówiąc: Dzię-        |
| ριστουμεν σοι ΚΕ ο       | kujemy Tobie Panie         |
| ΘΣ ο παντοκρατορ         | Boże Wszechmogący          |

| 0308 verso               | Przekład                   |
| ο ων και ο ην και οτι ει | który jesteś i który byłeś |
| ληφας την δυναμιν        | że wziąłeś moc             |
| σου την μεγαλην και      | Twoją wielką i             |
| εβασιλευσας και          | zacząłeś królować          |
| τα εθνη ωργισθησαν       | Narody zawrzały gniewem,   |
| και ηλθην η οργη σου     | ale i Twój gniew przyszedł |
| και ο καιρος των νε      | i czas by u-               |
| κρων κριθηναι και        | marłych sądzić             |
| δουναι τον μισθον        | dać zapłatę                |
| τοις δουλοις σου και     | sługom Twoim i             |
| τοις προφηταις και       | prorokom                   |
| τοις αγιοις και          | i świętym                  |
| τοις φοβουμενοις         | i tym, którzy boją się     |
| το ονομα σου             | imienia Twego              |

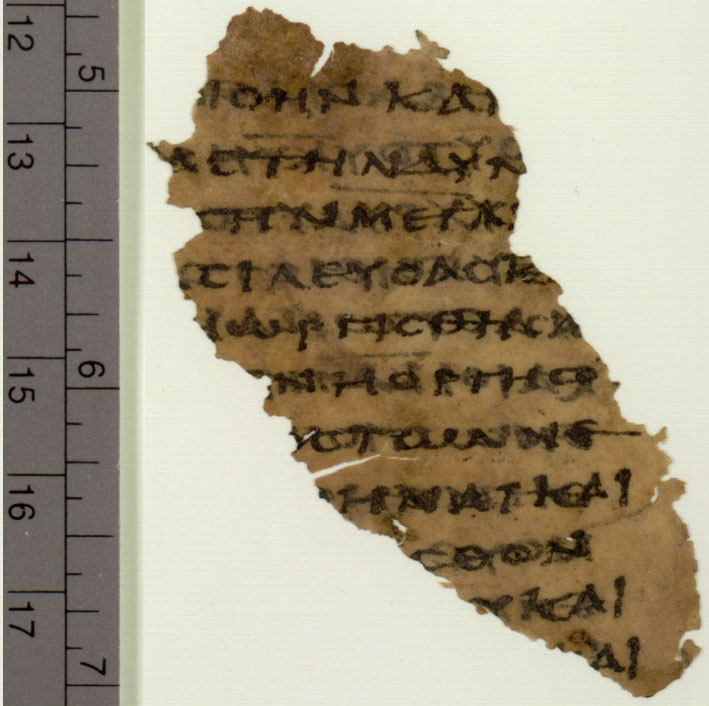
Strona verso

W Ap 11,16 przekazuje wariant tekstowy κα]θημενο[ι, w czym jest zgodny z Kodeksem Aleksandryjskim, Kodeksem 051 i {\displaystyle {\mathfrak {M}}}A przeciwko καθηνται papirusu {\displaystyle {\mathfrak {P}}^{47},} Kodeksu Efrema albo οι καθηνται Kodeksu Synajskiego i {\displaystyle {\mathfrak {M}}}K.
W Ap 11,17 przekazuje wariant tekstowy „και οτι”, zgodny z rękopisami: {\displaystyle {\mathfrak {P}}^{47},} Kodeksem Synajskim, Kodeksem Efrema i kodeksem minuskułowym 2344. Większość rękopisów ma w tym miejscu „οτι”.
W Ap 11,18 przekazuje wariant tekstowy „τοις δουλοις σου και τοις προφηταις” („słudzy Twoi i prorocy”), w czym jest zgodny z Kodeksem Synajskim i {\displaystyle {\mathfrak {P}}^{47}}, Textus receptus i NA27 mają: „τοις δουλοις σου τοις προφηταις” („słudzy Twoi prorocy”).
Grecki tekst rękopisu reprezentuje tekst aleksandryjski. Tekst aleksandryjski w księdze Apokalipsy ma dwa podteksty, jeden reprezentowany jest przez Kodeks Synajski, drugi przez Kodeks Aleksandryjski. Aż do odkrycia {\displaystyle {\mathfrak {P}}^{47}} Kodeks Synajski był jedynym reprezentantem tego podtekstu. Kodeks 0308 jest kolejnym jego przedstawicielem i jego odkrycie sprawiło, że na tę odmianę tekstu zaczęto zwracać większą uwagę.
Transkrypcję tekstu oraz facsimile rękopisu opublikował W.E.H. Cockle w 1999 roku.